# Пимовые пауки
Пимовые пауки (лат. Pimoidae) — очень маленькое семейство пауков, насчитывающее всего 25 видов из трёх родов. Семейство монофилетическое и, возможно, родственное семейству монетных пауков (Linyphiidae).

## Распространение
Пимовые пауки из реликтовой группы на протяжении всего западного берега Северной Америки, Европы (Альпы, Апеннинские горы и Кантабрийские горы севера Испании) и Гималайских гор. В 2003 году вид открыт и в Японии.

## Классификация
- Nanoa Hormiga, Buckle & Scharff, 2005
- Pimoa Chamberlin & Ivie, 1943 — Северная Америка, Азия, Европа (22 вида)
- Weintrauboa Hormiga, 2003